# Richard Boyle (2e comte de Shannon)
Pour les articles homonymes, voir Richard Boyle et Boyle.
Richard Boyle (30 janvier 1727 - 20 mai 1807) est un pair irlandais et membre du Parlement. Il représente Dungarvan et le comté de Cork et succède à son père comme comte de Shannon ,.

## Famille
Il est le fils de Henry Boyle (1er comte de Shannon) et de sa deuxième épouse, Lady Henrietta Boyle (1700-1746) . Ses grands-parents maternels sont Charles Boyle (2e comte de Burlington) et Juliana Noel .

## Carrière
Il fait ses études au Trinity College, à Dublin. En 1749, il entre à la Chambre des communes irlandaise, représentant Dungarvan jusqu'en 1761. Il est ensuite élu à la fois pour Clonakilty et pour le comté de Cork et siège pour cette dernière circonscription jusqu'en 1764, date à laquelle il succède à son père ,. Selon le "Blackwell Companion to Modern Irish Culture" (1998) de William John McCormack  et Patrick Gillan, Richard "ne possédait pas le talent politique qui avait permis à son père de dominer l'Irish House of Communs depuis si longtemps. " .
Il sert au Conseil privé d'Irlande de 1763 à 1770. En 1766, il est nommé maître général de l'ordre du Royaume d'Irlande. Il démissionne de son poste en 1770. En 1774, il est à nouveau nommé conseiller privé, pour un mandat jusqu'en 1789. La même année, il est nommé maître général des forces militaires royales du royaume d'Irlande, le restant jusqu'en 1781. Cette année-là, il devient vice-trésorier adjoint de l'Irlande, charge occupée jusqu'en 1789 . Dans la dernière fonction, il a sert sous William Cavendish (5e duc de Devonshire).
En 1783, il est parmi les fondateurs des Chevaliers de St Patrick . En 1786, il est créé baron Carleton dans la Pairie de Grande-Bretagne . Selon le "Blackwell Companion", il s’agit d’une récompense pour services politiques rendus à George III de Grande-Bretagne. Il "reste une force dans la politique intérieure" et soutient les gouvernements du Château de Dublin. En d’autres termes, Shannon soutient activement la domination britannique en Irlande tout au long des années 1770 et 1780 . À l'époque, les volontaires irlandais, la milice locale, ont joué un rôle dans les affaires militaires et politiques de l'île. La Constitution de 1782 a également augmenté la liberté législative du Parlement irlandais. L'administration britannique s'est appuyée en partie sur leur soutien continu.
En 1789, Shannon se retire de toutes ses fonctions politiques. Le "Blackwell Companion" considère cela comme une conséquence directe de la crise de régence de 1788 . Au cours de l'été 1788, l'état de santé mentale de George III se détériore, mais il peut néanmoins s'acquitter de certaines de ses tâches et déclarer le Parlement britannique prorogé du 25 septembre au 20 novembre. Au cours de la prorogation, George III est dérangé, constituant une menace pour sa propre vie, et lorsque le Parlement s'est réuni de nouveau en novembre, le roi n'a pas pu prononcer le discours du Trône habituel lors de l'ouverture officielle du Parlement. Le Parlement s'est retrouvé dans une position intenable; en vertu d'une loi établie de longue date, il ne pouvait se consacrer à aucune activité avant le discours du roi prononcé lors de l'inauguration . L'administration de William Pitt le Jeune, Premier ministre de Grande-Bretagne a présenté des plans officiels pour l'installation d'une régence. Cependant, son autorité pour le faire était discutable. Shannon "a rompu avec l'administration" pendant la crise .
Le "Blackwell Companion" note qu'il est de retour en politique au milieu des années 1790, continuant de soutenir les gouvernements du château de Dublin . En 1793, il est nommé conseiller privé pour la troisième et dernière fois. Il sert jusqu'à sa mort en 1807. Également en 1793, Shannon est nommé Premier lord du Trésor pour le Royaume d'Irlande . Le "Compagnon" note son soutien résolu à l'Acte d'Union 1800 qui créé le Royaume-Uni de Grande-Bretagne et d'Irlande. Les auteurs soulignent que la loi entraînerait "l'abolition de sa base parlementaire" .
Ses lettres à son fils Henry datant en grande partie de la période de 1798 sont publiées en 1982 .

## Mariage et enfants
Le 15 décembre 1763, Richard épouse Catherine Ponsonby , fille de John Ponsonby, président de la Chambre des communes irlandaise de 1756 à 1771, et de son épouse, Lady Elizabeth Cavendish .
Richard et Catherine ont deux enfants :
- Catherine Henrietta Boyle (12 janvier 1768 – 8 juillet 1815). Marié à Francis Bernard (1er comte de Bandon).
- Henry Boyle (3e comte de Shannon) (8 août 1771 – 22 avril 1842).